# Myiothlypis mesoleuca
Myiothlypis mesoleuca, "nordlig flodskogssångare", är en fågelart i familjen skogssångare inom ordningen tättingar. Den betraktas oftast som underart till flodskogssångare (Myiothlypis rivularis), men urskiljs sedan 2016 som egen art av Birdlife International och IUCN.
Fågeln förekommer från östra Venezuela till Guyanaregionen och norra Brasilien. Den kategoriseras av IUCN som livskraftig.